# Karstula
Karstula è un comune finlandese di 3665 abitanti, situato nella regione della Finlandia Centrale.